# 시라차 소스 (후이퐁 푸드)
후이퐁 시라차 소스(영어: Huy Fong's sriracha sauce, /sɪˈrɑːtʃə/, 태국어: ศรีราชา, 발음 [sǐːrāːtɕʰāː] ( 듣기); 베트남어: Tương Ớt Sriracha), 또는 시라차, 스리라차, 수탉 소스(cock sauce 또는 rooster sauce)는 태국에서 유래한 고추 소스인 시라차의 브랜드이다. 이 소스는 캘리포니아 제조업체인 후이퐁 푸드(Huy Fong Foods)에서 생산하며, 1980년 베트남에서 미국으로 이주한 중국-베트계 미국인인 데이비드 트랜(영어: David Tran)이 만들었다.
일부 요리책에는 주요 조미료로 사용하는 요리법이 포함되어 있다. 시라차는 밝은 빨간색과 포장으로 알아볼 수 있다. 녹색 캡이 달린 투명 플라스틱 병, 베트남어, 영어, 중국어(전통적인 세로쓰기형식), 스페인어 문장, 수탉 로고가 있다. 로고는 베트남의 12지신 중 수탉의 해를 의미하는데, 데이비드 트랜이 1945년(을유년)에 태어났기 때문이다. 녹색 캡과 수탉 로고는 상표이지만 미국특허청은 "시라차"를 보통명칭으로 간주한다.

## 역사

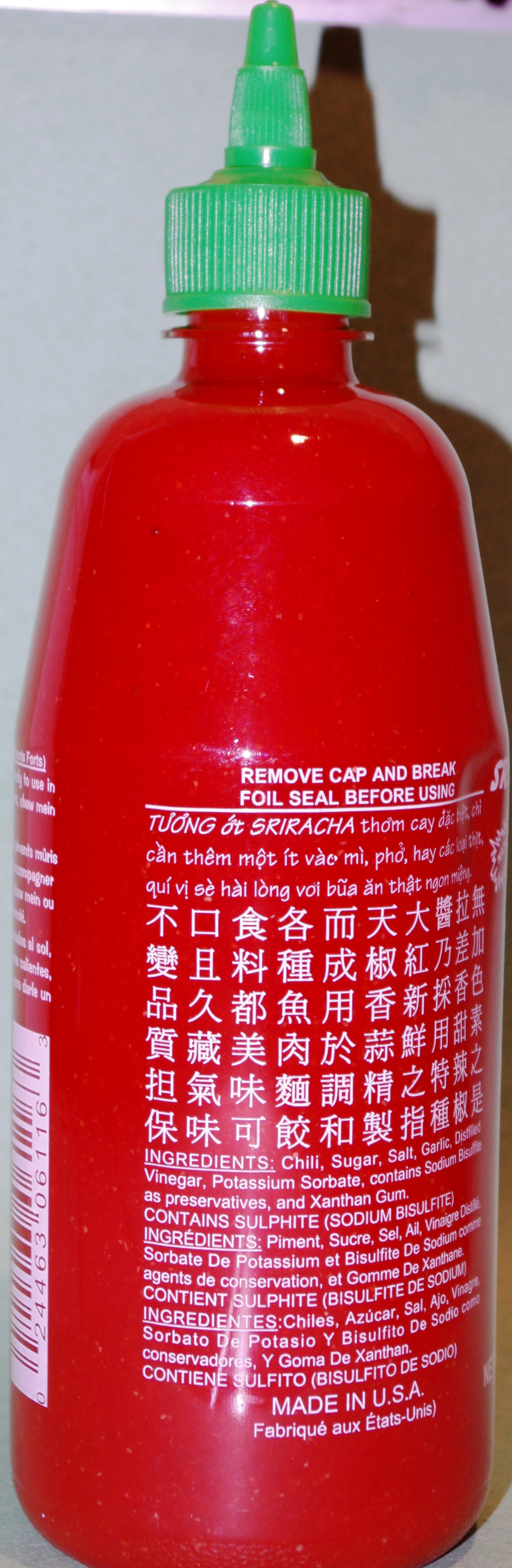
후이퐁 푸드 시라차 소스병

데이비드 트랜은 1975년 고향 베트남에서 고추 소스를 만들기 시작했는데, 그의 형은 사이공 북쪽 농장에서 고추 고추를 재배했다. 1978년, 새로운 공산주의 베트남 정부는 남베트남에서 화교를 탄압하기 시작했다. 트랜과 다른 3천 명의 난민이 홍콩으로 향하는 대만 화물선 휴이 퐁(Huey Fong)에 몰려들었다. 영국 당국과 한 달간 대치한 후, 승객들은 1979년 1월 19일에 하선했다. 트랜은 미국에 망명을 허가받았다. 그는 1980년에 식품회사를 설립했으며 회사명은 자신을 베트남에서 데려온 난민선의 이름을 따서 후이퐁 푸드(Huy Fong Foods)로 지었다.
이 소스는 처음에는 로스앤젤레스 차이나타운에 있는 그의 근거지 근처의 아시아 음식점에 공급되었지만, 입소문을 통해 매출이 꾸준히 증가하였고 곧 미국 다른 지역의 아시아 식료품점에서도 판매되기 시작했다. 2009년 12월, Bon Appétit 잡지는 소스를 2010년 올해의 재료로 선정했다. 2012년에는 2,000만병 이상이 판매되었다. 후이퐁 푸드는 회사가 소스를 만들기 시작한 이래 수요가 공급을 앞지르고 있다고 말한다. 회사는 광고를 하지 않는데, 광고하면 그 격차가 더 벌어질 것이기 때문이다.
시라차 소스는 컬트적인 맛에서 미국 식품 산업에서 가장 인기 있는 조미료 중 하나로 성장했다. 버거, 초밥, 간식, 사탕, 음료, 심지어 건강 제품에도 사용된다. 트랜은 실제 장소의 이름을 딴 상표를 얻는 것이 어렵기 때문에 "시라차"라는 단어에 대한 상표를 확보하지 못했다고 했다. 이를 통해 다른 사람들이 이름을 사용하여 자체 버전을 개발할 수 있었다. 2016년에 렉서스는 후이 퐁 푸드와 협력하여 단일 프로모션 "시라차 IS" 스포츠 세단을 제작했다.

### 공해소송
2013년 10월, 어윈데일은 마을 주민 약 30명이 공장에서 시라차 소스를 생산할 때 나는 매운 냄새에 대해 불평한 후 후이풍 푸드 공장을 상대로 소송을 제기했다. 원고는 처음에 후이퐁이 공장을 "운영하거나 사용하는 것"을 금지하는 가처분 명령을 구했다.  2013년 11월 27일, 로버트 H. 오브라이언 판사는 부분적으로 도시에 부분적인 손을 들어주면서, 후이퐁 푸드가 유해한 냄새를 유발할 수 있는 모든 운영을 중단하고 이를 완화하기 위한 변화를 해야 한다고 선언했지만, 운영을 완전히 중단하라고 명령하지는 않았다. 판사에 따르면, 지역 주민들의 호흡곤란과 눈물 흘림에 대한 불평을 공장과 연결하는 "신뢰할 수 있는 증거가 부족"했지만, "시설에서 나오는 것으로 합리적으로 추론할 수 있는" 냄새는 주민들에게 "극도로 성가시고, 짜증스럽고, 감각에 불쾌감을 주어 공공의 폐해로 간주할 만한" 것이었다고 한다. 2014년 1월 말, 어윈데일시는 후이퐁 푸드에 대한 소송을 채무불이행 혐의를 포함해 확대한다고 발표했다. 해당 공장이 운영 허가 조건을 위반해 유해한 냄새를 방출했다는 주장이었다. 이 사건은 2014년 11월 3일 로스앤젤레스 고등법원에서 배심 재판이 예정되었다.
법적 싸움이 진행 중일 때, 트랜은 어윈데일 시의회가 시라차 공장을 사회적 위험 요소로 선언한 이후, 다른 주로 공장을 이전하고자 하는 의사를 공개적으로 표명했다. 텍사스주의원 제이슨 빌랄바가 이끄는 대표단은 어윈데일 공장을 둘러보고 덴튼으로 사업장을 이전하기 위한 인센티브를 제공했다. 트랜은 나중에 남부 캘리포니아에 공장을 유지하기로 결정했고, 2014년 5월 29일에 이르윈데일은 후이 퐁 푸드에 대한 소송을 취하했다고 발표했다.

### 고추 공급

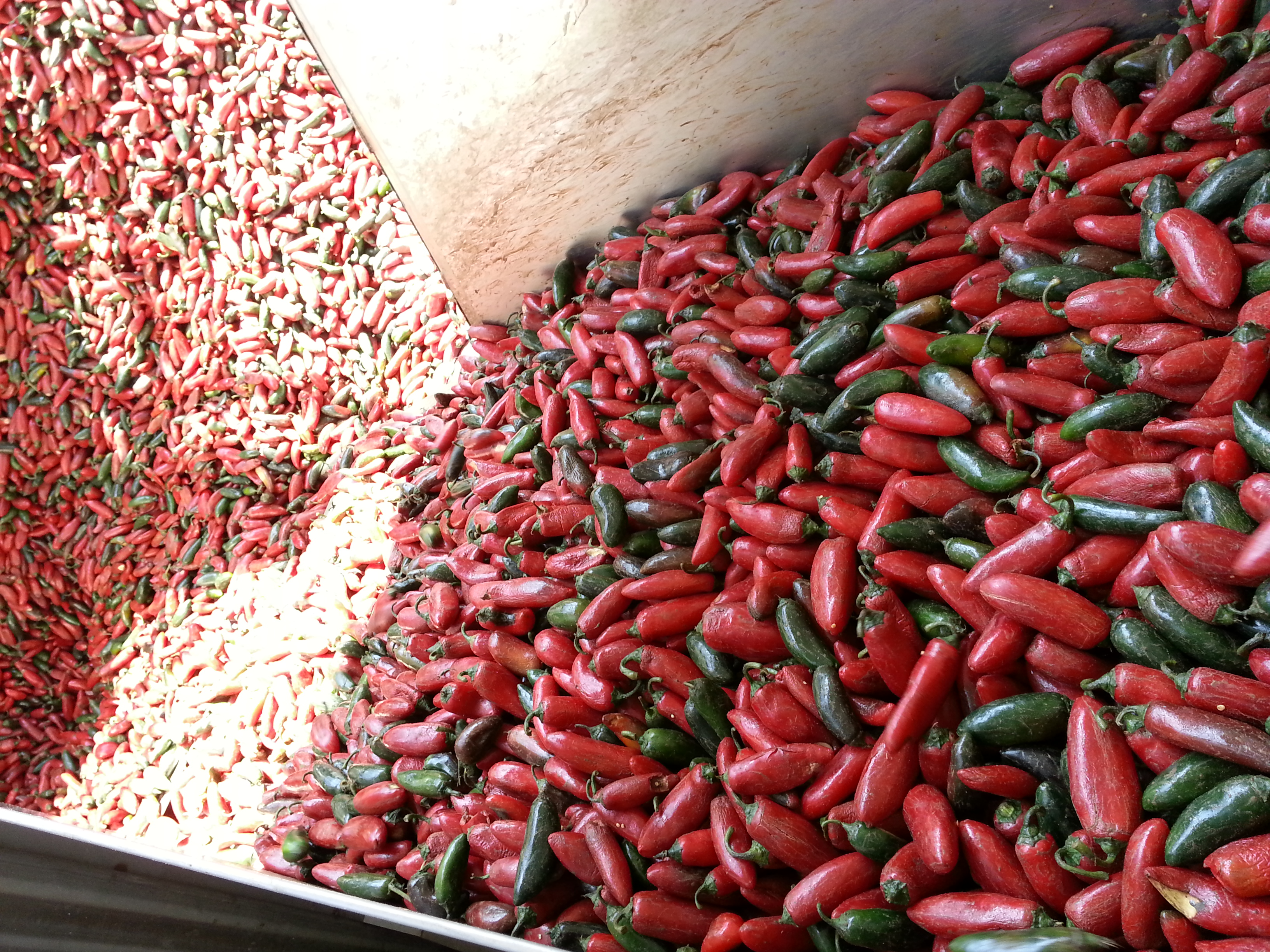
후이퐁 푸드 생산 라인의 고추

언더우드 랜치(Underwood Ranches)는 1988년부터 할라페뇨의 주요 공급업체였다. 2016년에 후이퐁은 예상 비용 선불로 언더우드에 146만 달러를 초과 지불했다. 언더우드의 변호사에 따르면, 트랜은 이 직전에 언더우드의 COO를 고용하여 새로운 고추 재배 회사를 만들려고 시도했고, 트랜과 언더우드 사이의 신뢰를 깨뜨렸다. 후이퐁은 언더우드가 이 초과 지불금을 갚지 않았다며 소송을 제기했고, 언더우드는 채무불이행과 의도적으로 허위 진술하고 정보를 은폐하여 사기를 저질렀다는 이유로 반소를 제기했다. 2019년 7월, 이 사건은 언더우드에게 전반적으로 유리하게 판결되었고, 캘리포니아 배심원단은 재배자에게 1,000만 달러의 징벌적 손해배상금과 2016년과 2019년 사이에 발생한 계약 손실 수익을 메우기 위한 1,480만 달러를 판결했다. 그러나 배심원단은 또한 후이퐁의 초과 지불 청구가 타당하다고 결정하여 손해배상금에서 146만 달러를 공제했다.
2022년 6월, 후이퐁 푸드는 고추 소스 생산을 일시적으로 중단했다. 이 결정은 멕시코의 가뭄으로 인해 고추의 품질에 영향을 미치는 고추의 심각한 부족으로 인해 촉발되었다. 생산은 곧 가을에 재개되었지만, 회사는 곧 2023년 4월에 또 다른 "전례 없는 재고 부족"을 선언했으며, 이 부족이 언제 해결될지에 대한 추정치는 제공하지 않았다. 2023년 8월 CNBC 특별 프로그램에서는 언더우드가 필요한 고추를 생산할 수 있는 능력(토지, 관개, 가공)을 여전히 갖추고 있기 때문에 후이퐁이 고추 공급업체를 바꾼 것이 공급 부족의 원인이라고 주장했다. 2024년 4월, 이 회사는 고추 수확시 너무 푸르기 때문에 9월까지 모든 제품 생산을 중단한다고 고객에게 알렸다.

## 구성
붉은 고추, 마늘, 식초의 기본 성분은 제품 초기부터 변경되지 않았다. 오늘날 병에는 "고추, 설탕, 소금, 마늘, 증류 식초, 소르빈산칼륨, 중아황산나트륨, 잔탄검"이라는 성분이 나열되어 있다. 후이퐁 푸드의 고추 소스는 신선한 붉은 할라페뇨 고추로 만들어졌으며 추가 물이나 인공 색소가 들어 있지 않다. 생마늘 대신 마늘가루를 사용한다. 이 회사는 이전에는 세라노 고추를 사용했지만 수확하기 어렵다는 것을 알게 되었다. 소스를 뜨겁게 유지하도록 이 회사는 알려진 출처의 고추만 사용하기 위해 월별 사전 판매 할당량까지만 생산한다. 이 소스는 캘리포니아 랍비 협의회에서 코셔로 인증되었다.

## 제조

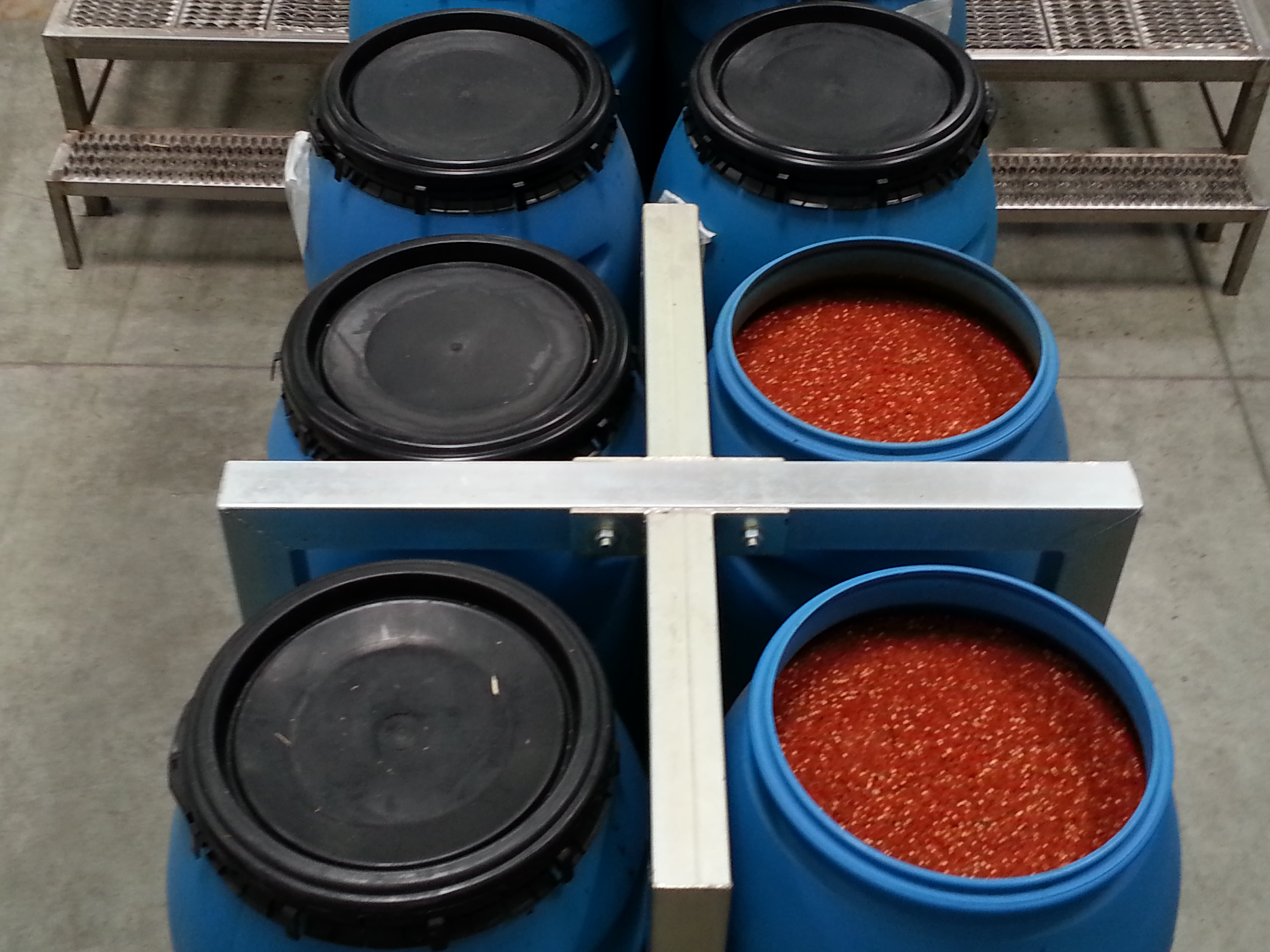
시라차 소스가 담긴 드럼

시라차 소스 생산은 고추를 재배하는 것으로 시작된다. 고추는 두 회사가 2016년에 관계를 끝낼 때까지 언더우드 랜치에서 재배되었다. 후이퐁 푸드의 소유주인 데이비드 트랜은 캘리포니아의 벤추라군에서 컨군까지 펼쳐진 약 690 헥타르 (1,700 ac)의 농지를 계약했다. 고추는 3월에 심는다.
데이비드 트랜은 돌, 잔가지, 원치 않는/사용할 수 없는 고추를 혼합하여 토양에 다시 넣어 폐기물을 줄이는 특정 유형의 기계를 사용한다. 고추는 7월 중순에서 10월에 수확되며, 농장에서 Irwindale에 있는 Huy Fong Foods 가공 시설로 운반된다.
데이비드 트랜은 소스에 식용 색소를 첨가하지 않기 때문에 각 병의 색상이 다르다. 수확기 초반에는 고추가 더 녹색이 강해 소스가 더 연한 붉은색을 낸다. 수확기 후반에는 생산되는 소스가 밝은 빨간색이다. 고추를 수확한 후, 씻고, 으깨고, 설탕·소금·마늘·증류 식초·소르빈산 칼륨, 방부제인 중아황산나트륨·잔탄검과 섞는다. 소스는 드럼에 적재한 다음 병에 분배된다. 모든 드럼과 병은 폐기물과 배출을 줄이기 위해 현장에서 제조된다.

## 대중매체
영화 제작자 그리핀 해먼드는 후이퐁 푸드 소스에 대한 《시라차(Sriracha)》라는 제목의 33분 다큐멘터리를 제작했다. 이 다큐멘터리는 킥스타터 캠페인의 도움으로 자금을 조달했으며, 21,009달러를 모금했다. 목표 금액의 4배 이상이다. 이 영화는 영화제에 제출하기 앞서 2013년 12월 11일에 온라인으로 공개되었다..

### 주해
1. ↑  한국에서 주로 부르는 명칭

### 인용문
1. ↑  “Video”. Griffin Hammond. 2013년 12월 8일  – YouTube 경유.
2. ↑  Usborne, Simon (2013년 11월 20일). “Sriracha hot sauce: Heated dispute”. 《The Independent》 (London). 2022년 5월 24일에 원본 문서에서 보존된 문서. 2015년 6월 29일에 확인함. But like most obsessives, Erskine is fiercely loyal to 'rooster sauce' as some know the brand (in the US it is sometimes also called 'cock sauce').
3. 1 2 3 4  “Sriracha: How a sauce won over the US”. 《News Magazine Monitor》. UK: BBC. 2013년 12월 20일. 2013년 12월 21일에 원본 문서에서 보존된 문서. 2013년 12월 22일에 확인함.
4. 1 2  Shyong, Frank (2013년 4월 12일). “Sriracha hot sauce purveyor turns up the heat”. 《Los Angeles Times》. 2013년 12월 16일에 원본 문서에서 보존된 문서. 2013년 12월 22일에 확인함.
5. 1 2 3  Edge, John T. (2009년 5월 19일). “A Chili Sauce to Crow About”. The New York Times. 2016년 10월 17일에 원본 문서에서 보존된 문서. 2017년 2월 25일에 확인함.
6. ↑  Clemens, Randy (2011). 《The Sriracha Cookbook》. Berkeley: Ten Speed Press. ISBN 978-1-60774-003-2.
7. ↑  “Firetalkers: Interview with David Tran of Huy Fong Foods, Inc., Makers of Sriracha "Rooster" Sauce”. 2015년 1월 13일. 2015년 2월 14일에 원본 문서에서 보존된 문서. 2015년 2월 13일에 확인함.
8. 1 2  Pierson, David (2015년 2월 10일). “With no trademark, Sriracha name is showing up everywhere”. 《The Los Angeles Times》. 2020년 6월 7일에 원본 문서에서 보존된 문서. 2020년 4월 16일에 확인함.
9. ↑  Girardet, Edward (1980년 8월 6일). “Powerful magnet for Asian refugees”. 《Christian Science Monitor》.
10. 1 2  By (1999년 1월 7일). “Look out for hot sriracha”. 《Sun Sentinel》 (미국 영어). 2023년 5월 12일에 원본 문서에서 보존된 문서. 2023년 5월 12일에 확인함.
11. ↑  Von Biel, Victoria (2009년 12월 16일). “Best Foods of the Year”. 《Bon Appétit》. 2011년 10월 6일에 원본 문서에서 보존된 문서. 2013년 2월 20일에 확인함.
12. ↑  Patterson, Daniel (January 2010). “Sriracha: 4 Recipes for a $5 Ingredient”. 《Bon Appétit》. 2013년 4월 25일에 원본 문서에서 보존된 문서. 2013년 2월 20일에 확인함.
13. ↑  Ferdman, Roberto A. (2015년 2월 10일). “The sad truth: Sriracha, the world's coolest hot sauce, is losing its edge”. 《The Washington Post》. 2015년 7월 12일에 원본 문서에서 보존된 문서. 2015년 9월 18일에 확인함.
14. ↑  Hannan, Caleb (2013년 2월 21일). “Sriracha Hot Sauce Catches Fire, Yet 'There's Only One Rooster'”. 《Businessweek》. 2015년 1월 6일에 원본 문서에서 보존된 문서. 2015년 9월 18일에 확인함.
15. ↑  Nudd, Tim (2016년 11월 17일). “Lexus Just Made a Sriracha Car, and No This Isn't an April Fools' Joke: Auto brand just got spicier”. 《adweek.com》. 2016년 11월 18일에 원본 문서에서 보존된 문서. 2016년 11월 18일에 확인함.
16. ↑  Weinstein, Nicole B.; Krainin, Daniel M.; Schoonmaker, Mackenzie S. (2014년 2월 17일). “Sriracha Hot Sauce Plant Ordered to Cease Spicy Odors”. 《The National Law Review》. 2014년 2월 25일에 원본 문서에서 보존된 문서. 2014년 3월 19일에 확인함.
17. ↑  “Sriracha hot sauce factory ordered to partially shut down”. CBC/Radio-Canada. Associated Press. 2013년 11월 28일에 원본 문서에서 보존된 문서. 2013년 11월 28일에 확인함.
18. ↑  Shyong, Frank (2014년 1월 31일). “More legal woes for Sriracha plant in fight with Irwindale”. 《Los Angeles Times》. 2014년 2월 13일에 원본 문서에서 보존된 문서. 2014년 2월 11일에 확인함.
19. ↑  “Irwindale's Case Against Sriracha Factory To Go To Trial This Fall”. Losangeles.cbslocal.com. 2014년 1월 31일. 2014년 2월 2일에 원본 문서에서 보존된 문서. 2014년 2월 11일에 확인함.
20. ↑  Favot, Sarah (2014년 4월 16일). “Sriracha hot sauce maker considers moving to Texas”. 《Pasadena Star-News》. Los Angeles Daily News. 2015년 12월 11일에 원본 문서에서 보존된 문서. 2015년 9월 18일에 확인함.
21. ↑  Favot, Sarah (2014년 4월 9일). “Sriracha hot sauce factory smell deemed a public nuisance by Irwindale”. 《Pasadena Star News》 (미국 영어). 2023년 5월 12일에 확인함.
22. ↑  Shah, Khushbu (2014년 5월 1일). “Is California's Sriracha Factory Considering a Texas Move?”. 《Eater.com》. 2015년 12월 11일에 원본 문서에서 보존된 문서. 2015년 9월 18일에 확인함.
23. ↑  Satija, Neena (2014년 5월 12일). “Despite Smelly Controversy, Sriracha Factory Not Heading to Texas Soon”. 《The Texas Tribune》 (영어). 2023년 5월 12일에 확인함.
24. ↑  Shyong, Frank (2014년 5월 29일). “Sriracha truce brokered with help of Gov. Jerry Brown's office”. 《Los Angeles Times》. 2020년 1월 30일에 원본 문서에서 보존된 문서. 2020년 4월 16일에 확인함.
25. ↑  Kisken, Tom (2023년 8월 16일). “Camarillo farmer: Sriracha maker's shortage started when company 'cut us off'”. 《Ventura County Star》. 2023년 8월 23일에 확인함.
26. ↑  Díaz, Alexa (2019년 5월 20일). “Sriracha maker's legal battle with jalapeño farm heats up”. 《Los Angeles Times》 (미국 영어). 2023년 8월 23일에 확인함.
27. 1 2  Díaz, Alexa (2019년 7월 12일). “Jalapeño farmer wins $23.3 million in heated dispute with Sriracha maker”. 《Los Angeles Times》. 2019년 7월 13일에 원본 문서에서 보존된 문서. 2019년 7월 14일에 확인함.
28. ↑  Chiara Grimes (2022년 6월 9일). “Sriracha shortage: What you need to know”. CNN. 2022년 6월 10일에 확인함.
29. ↑  “'Unprecedented' Sriracha Sauce Shortage May Last for Months” (영어). Bloomberg. 2022년 6월 9일. 2022년 6월 10일에 확인함.
30. ↑  Saint-Louis, Tai. “Another Sriracha Shortage Is Underway — Here's What's Happening”. 《Kitchn》 (영어). 2023년 5월 12일에 확인함.
31. ↑  CNBC (2023년 8월 17일). “How Did The Sriracha Shortage Happen?”. 2023년 10월 3일에 확인함 – YouTube 경유. / Text version: Baker, Ryan (2023년 8월 19일). “Huy Fong Foods' sriracha shortage has been ongoing for three years. Here's why it could have been prevented” (영어). CNBC.
32. ↑  Yun, Jessica (2024년 7월 5일). “Huy Fong sriracha is almost impossible to find. Have we already moved on?”. 《The Sydney Morning Herald》 (영어). 2024년 7월 10일에 확인함.
33. ↑  Morales, Christina (2024년 5월 9일). “Another Sriracha Shortage May Be on the Horizon. What Happened?”. 《The New York Times》 (미국 영어). ISSN 0362-4331. 2024년 7월 10일에 확인함.
34. 1 2  “Lose weight & improve your health with a real food diet”. 《Fooducate》. 2016년 8월 6일에 원본 문서에서 보존된 문서. 2017년 10월 16일에 확인함.
35. ↑  Garbes, Angela (2011). 《The Everything Hot Sauce Book: From growing to picking and preparing — all you need to add some spice to your life!》. Simon and Schuster. 92쪽. ISBN 978-1-4405-3065-4.
36. ↑  Clemens, Randy (2011). 《The Sriracha Cookbook: 50 "Rooster Sauce" Recipes that Pack a Punch》. Random House. 10쪽. ISBN 978-1-60774-058-2.
37. ↑  Huy Fong Foods 보관됨 12월 31, 2013 - 웨이백 머신 at Rabbinical Council of California's website
38. 1 2  “David Tran: How a Vietnamese Refugee Founded a Multi-Million Dollar Sriracha Empire”. 《nextshark.com》. 2016년 7월 6일. 2017년 9월 29일에 원본 문서에서 보존된 문서. 2017년 10월 16일에 확인함.
39. 1 2 3 4  “Sriracha: From the Farm to Your Table”. 《farmtotablela.com》. 2014년 10월 14일. 2017년 10월 22일에 원본 문서에서 보존된 문서. 2017년 10월 16일에 확인함.
40. ↑  Hammond, Griffin (2013년 12월 11일). “Watch Sriracha, the movie!”. 《srirachamovie.com》. 2013년 12월 15일에 원본 문서에서 보존된 문서. 2013년 12월 22일에 확인함.
41. ↑  Harris, Jenn (2013년 6월 13일). “Sriracha documentary: Everything you need to know about the fiery sauce in 30 minutes”. 《Los Angeles Times》. 2013년 12월 21일에 원본 문서에서 보존된 문서. 2013년 12월 22일에 확인함.